# El Pla (Tona)
El Pla o el Pla de Tona és una masia de Tona (Osona) inclosa a l'Inventari del Patrimoni Arquitectònic de Catalunya.

## Descripció
Masia d'un sol cos de planta rectangular, coberta a doble vessant. L'edifici original ha estat ampliat pels laterals i les teulades han estat també allargades, variant la tipologia d'acord amb uns cànons recurrents a la comarca. L'aparell està format per petits carreus irregulars disposats en filades més o menys uniformes. Les obertures són de testera recta i localitzades d'una manera basant arbitrària. Les cantonades estan reforçades amb carreus més grans, però tallats irregularment i sense polir. Aquest tipus de construcció contrasta amb les construccions de nova planta del segle xviii i que imiten un estil més senyorial.

### Cabanya
Part d'una dependència relacionada amb la masia, on es guardava la palla, els farratges o les eines. La construcció original devia tenir planta quadrada, coberta a doble vessant i un gran portal al centre de la façana. A l'interior els diferents pisos o estructures necessàries per dividir i organitzar l'espai són de fusta. L'aparell és de pedra sense tallat ni polir, agafada amb morter i disposada en filades irregulars. Actualment ha estat ampliada i restaurada.

## Història
Apareix documentada abans de l'any 1000 amb relació a un alou que la Seu de Vic posseïa cap el Mas Pont o el Pla de Tona. D'acord amb aquesta notícia documental el Pla és una de les cases més antigues de Tona.